# Hôtel d'Arvers
El hôtel d'Arvers es un hôtel particulier ubicada en la Île Saint-Louis en París, Francia.
Está ubicado en el 4 distrito de París, en la costa sur de Île Saint-Louis, en el número 12 del quai d'Orléans.
Lleva el nombre del poeta y dramaturgo Félix Arvers.

## Historia
Una placa de bronce realizada por el grabador Édouard Fraisse se colocó en memoria de Félix Arvers en la esquina de la rue Budé el 23 de julio de 1906, el centenario de su nacimiento.
El balcón del hotel fue catalogado como monumento histórico en 1926
En 1930, el conserje del edificio, alcohólico y violento, fue asesinado allí de dos tiros de revólver por su joven esposa